# Baburia fasciata
Baburia fasciata är en stekelart som beskrevs av Karl-Johan Hedqvist 2004. Baburia fasciata ingår i släktet Baburia och familjen dvärgsteklar.
Artens utbredningsområde är Sri Lanka. Inga underarter finns listade.